# Дескле
Дескле (словен. Deskle) — поселення на лівому березі річки Соча в общині Канал, Регіон Горишка, Словенія. Висота над рівнем моря: 91,7 м.